# Fiat 133

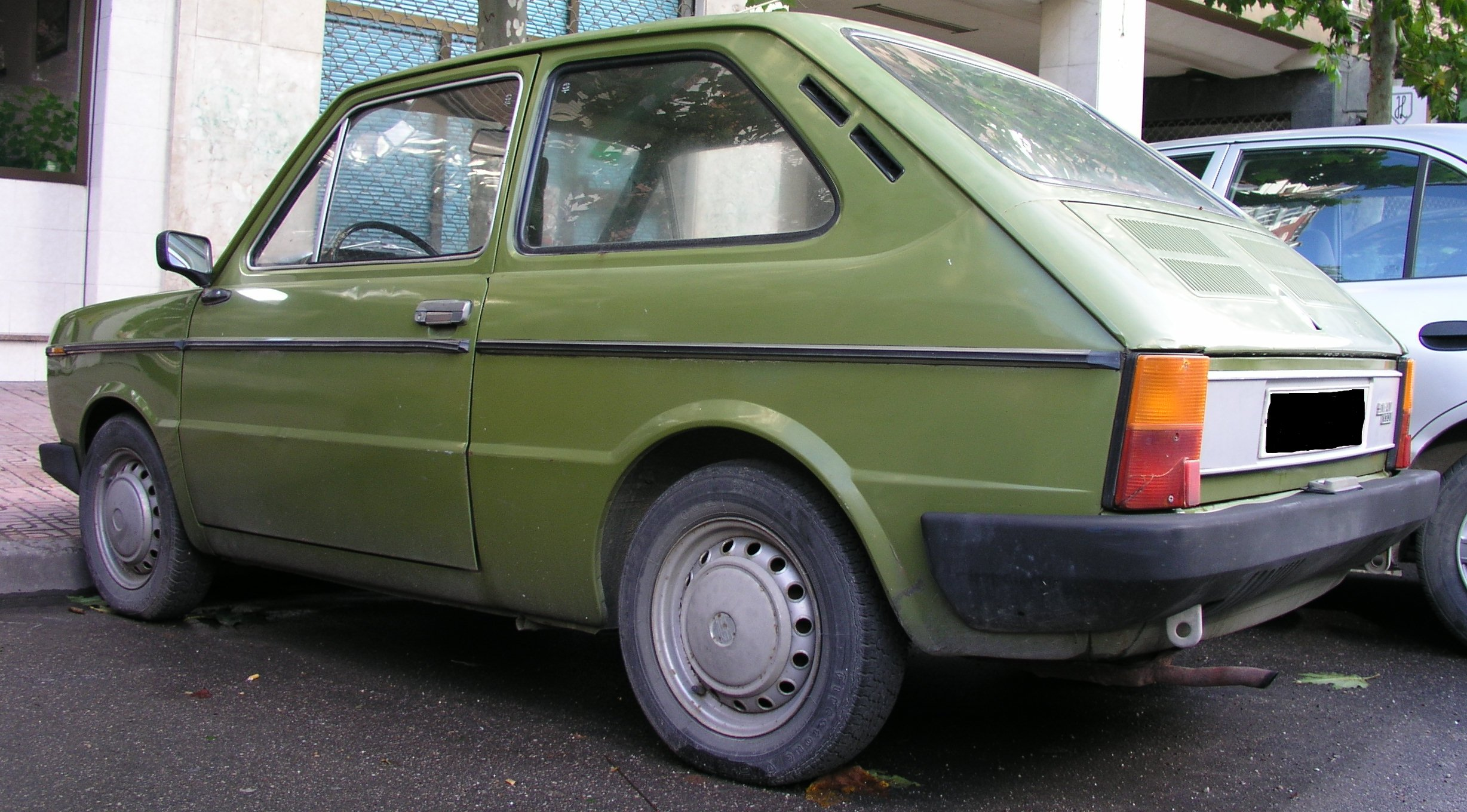
SEAT 133 español.

El Fiat 133 es un automóvil del segmento A que fue producido por el fabricante italiano Fiat a partir de 1974. El desarrollo del Fiat 133, es un vehículo que se desarrolló en el Centro Técnico Seat Zona Franca (Barcelona), lugar donde también se ubica la planta de producción del fabricante Español. 
El modelo se fabricó bajo licencia, Fiat durante el periodo de 1974 a 1981, exportándose desde España hacia Italia donde también se comercializó con relativo éxito dentro de la gama del fabricante Transalpino, (Segmento A ), el cual cubriria durante un breve periodo hasta la llegada al mercado del superventas FIAT PANDA.
El Fiat 600 y el Fiat 850 ya habían dejado de fabricarse en su país de origen, Italia, pero España seguía teniendo en su mercado una cierta demanda para este tipo de vehículo; no obstante era evidente la necesidad de su reemplazo por un nuevo modelo más moderno y actual, que complementase por debajo al polivalente Seat 127.
Por eso deciden reemplazar simultáneamente al Seat 600 y al Seat 850 por el nuevo 133, que si bien exteriormente adoptaba las tendencias de diseño de la época con unas líneas más angulosas, que recodaban en cierta manera al Fiat 126, conservaba íntegramente toda la estructura y mecánica del Seat 850 , en el cual se basaba.
Fiat Concord en Argentina decide también adoptar esta solución, y en 1977 decide ensamblar el 133 para aquel mercado local, sobre la base de carrocerías elaboradas por Seat en su factoría de Barcelona, en dos versiones, básica y Lujo, con leves diferencias en su exterior, como los paragolpes negros, y una aplicación plástica del mismo color en el frontal de la versión "L". Contaba con dos puertas laterales, que incorporaban ventanillas con derivabrisas, y lunas fijas atrás. Su habitáculo era muy sobrio y sin ningún lujo adicional. A pesar de ser un automóvil simple, noble y económico, el Fiat 133 no fue precisamente un éxito comercial en Argentina y, a pesar de los intentos de la marca por incrementar las ventas lanzando versiones más potentes como el 133 IAVA y el 133 TOP, su producción finalizó en 1982.

## Mecánica

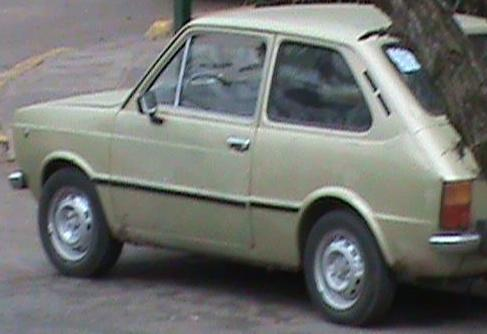
Fiat 133 montado en Argentina.

Motor de cuatro cilindros y 843 cc, en posición trasera longitudinal, (como curiosidad, este giraba en sentido contrario a las agujas del reloj)
Potencia37 CV; 34 CV y menor compresión en la versión preparada para consumo de gasolina de 85 octanos, y 44CV en el modelo Especial, con carburador de dos cuerpos Weber 30 DIC.

## 133 T IAVA
Este Fiat 133 era producido en Argentina y luego IAVA (Industria Argentina de Vehículos de Avanzada) realiza esta versión (T IAVA) del 133 desde 1979 hasta 1980
El mismo contó con modificaciones en su estética, como un spoiler frontal, y un deflector en la tapa de motor que mejora la refrigeración del mismo. También se añadieron faros supletorios, un escape con dos salidas, y la carrocería iba pintada con un estilo deportivo, con un bicolor central que rodeaba todo el vehículo, solo existió en 4 combinaciones, Negro-Gris, Azul Oscuro-Claro, Rojo-Granate, Verde Claro-oscuro. El interior se rediseñaron las tapicerías y salpicadero, donde el mismo toma una estética más deportiva, incorporando entre otras elementos, un tacómetro.
También aparecería posteriormente otra versión denominada 133 IAVA Top, este a diferencia tenía una máscara frontal diferente, nuevos parachoques y logotipos Top en los laterales.

### Datos técnicos del 133 T IAVA argentino
- Motor: trasero longitudinal
- Cilindrada: 903 cc
- Potencia máxima: 50 CV a 6500 rpm
- Par máximo:  7,0 kgm a 3500 rpm
- Velocidad punta: 132 km/h
- De 0 a 100 km/h: 12 segundos
- freno de disco delanteros